# 平盛子
平盛子（1156年—1179年7月23日）是摄政近卫基实的正室（北政所），近衛基通的養母。父親是平清盛，母不詳，後为高倉天皇准母，叙准三宮。号白河殿、白河准后。
長宽2年（1164年）4月10日，平清盛把九岁的女儿盛子嫁给二十二岁的近卫基实（『愚管抄』）。永万元年（1165年）7月28日，二条天皇崩。永万2年（1166年）7月26日，24岁的近卫基实死，儿子基通七岁年幼，後任摄政松殿基房就任。10月10日，憲仁（高倉天皇）立太子儀式在盛子居住的摄关家正邸東三条殿举行。11岁的盛子成为摄关家家長，仁安2年（1167年）11月10日，移白河押小路殿，称「白河殿」。11月18日，作为憲仁的准母，叙从三位，准三宮宣下（『兵範記』同日条）。治承3年（1179年）6月17日，白河押小路殿去世，和丈夫一样也是二十四岁。